# Bouceka
Bouceka is een geslacht van vliesvleugeligen uit de familie Pteromalidae. De wetenschappelijke naam van dit geslacht is voor het eerst geldig gepubliceerd in 2008 door Koçak & Kemal.

## Soorten
Het geslacht Bouceka is monotypisch en omvat slechts de volgende soort:
- Bouceka percaudata (Boucek, 1988)